# Humber Hawk
La Humber Hawk, une Hillman 14 de 1938-1940 re-badgée, fut la première voiture Humber à être lancée après la seconde Guerre Mondiale. Cette voiture a été produite pendant la période où Humber faisait partie du Groupe Rootes. Légèrement plus longue à cause de la nouvelle malle et plus étroite après avoir perdu ses marchepieds, elle réussit à être 51 kg plus légère que la voiture d'avant-guerre.

## Humber Hawk Mk I & II
Le moteur venait de la Hillman 14 mais produisait près de dix pour cent de puissance supplémentaire, donnant 56 ch, et a été partagé avec la Sunbeam Talbot 90. Il entraîne l'essieu arrière via une boîte à quatre vitesses avec levier central au plancher.

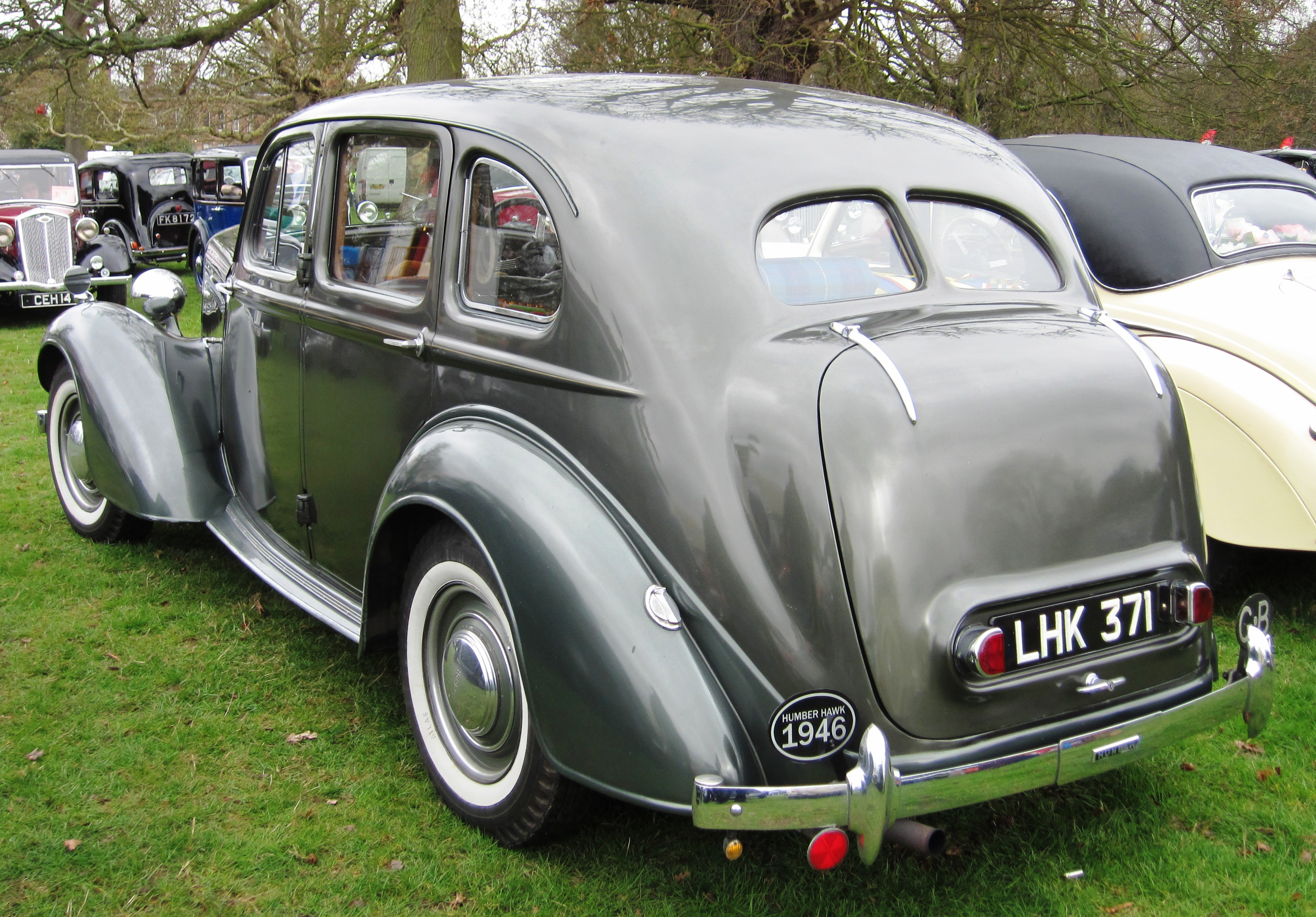
Humber Hawk Mark-I de 1946

Comme pour la Hillman, la carrosserie quatre portes est montée sur un châssis séparé et était à six vitres latérales (trois de chaque côté) avec un toit ouvrant. La suspension est indépendante à l'avant à l'aide d'un ressort à lame transversale, et l'essieu arrière repose sur des ressorts à lame semi-elliptique.
La version Mark II de septembre 1947 n'était même pas un lifting, la principale différence étant une bague de réglage intégrée au levier de vitesses, rendant impossible d'endommager les engrenages de la synchronisation. Le moteur avait une nouvelle circulation d'eau, le réservoir d'essence a reçu un reniflard pour éviter le serrage et des emplacements sont prévus pour une radio et une antenne rétractable. Il n'y a pas eu de changement à l'apparence.
La vitesse de pointe était d'environ 105 km/h.

## Humber Hawk Mark III à V
Mark III
La Hawk Mark III est une voiture entièrement nouvelle présentée pour la première fois au salon de Londres en octobre 1948, mais conservant moteur (1 944 cm3, soupapes latérales, 56 ch à 3 800 tr/min) et transmission, mais monté sur de nouveaux supports en caoutchouc. La nouvelle carrosserie a été conçue par le Studio Loewy et les phares séparés de l'ancien modèle ont disparu avec les longues ailes avant. Le châssis aussi était neuf, avec la suspension avant indépendante à amortisseurs remplaçant la précédente à ressort à lame transversale. La carrosserie fait partie intégrante de la structure de la voiture. L'essieu arrière est également nouveau, avec engrenage hypoïde. La carrosserie pouvait être terminée dans un large éventail de couleurs, deux tons et métallique. Les finitions métalliques seront offertes sur toutes les Hawk jusqu'à ce que le modèle disparaisse à la fin de 1967/début 1968.
En comparaison avec le style de carrosserie désuet d'avant-guerre, le poids de la voiture descend de 3 quintaux ou 152 kg et les nouveaux flancs donnent plus de place pour la banquette avant, 76 mm plus large. La banquette arrière était 127 mm plus large. Dans l'ensemble, la voiture était de 151 mm plus courte et 38 mm plus basse. En dépit de la baisse de hauteur, le nouvel essieu arrière hypoïde permit plus d'espace pour la tête à l'arrière.
Mark IV
Au début du printemps 1951, la Mark IV arrive avec un plus gros moteur de 2 267 cm3 équipé comme auparavant d'une culasse en aluminium, délivrant 58 ch au lieu de 56 ch. Cependant, aux vitesses intermédiaires environ 15 pour cent de puissance supplémentaire est générée. La Mark IV est équipée de roues de quinze pouces. La direction est maintenant plus démultipliée et a été félicitée par les commentateurs pour sa légèreté lors de manœuvres dans un espace clos, malgré le fait que 53 % du poids de la voiture de 1 359 kg fussent portés par les roues avant.
Une Mk IV fut essayée par le magazine Britannique The Motor en 1951, ayant une vitesse de pointe de 114,9 km/h et put accélérer de 0 à 97 km/h en 30.0 secondes. Une consommation de carburant de 11,7 l/100 km a été enregistrée. La voiture de l'essai coûtait 850 £, taxes comprises.
La Mark V
La Hawk Mark V annoncée en septembre 1952 avait un plus grand embrayage, de plus grands amortisseurs à l'arrière, un renforcement de la carrosserie-châssis et d'autres petits changements mécaniques. Un nouvel aspect a été donné à l'avant de la voiture. Elle était également disponible comme "limousine de tourisme de luxe". Un abaissement de la ligne de capot et des pare-chocs plus enveloppants distingue ce modèle de la Mk IV.

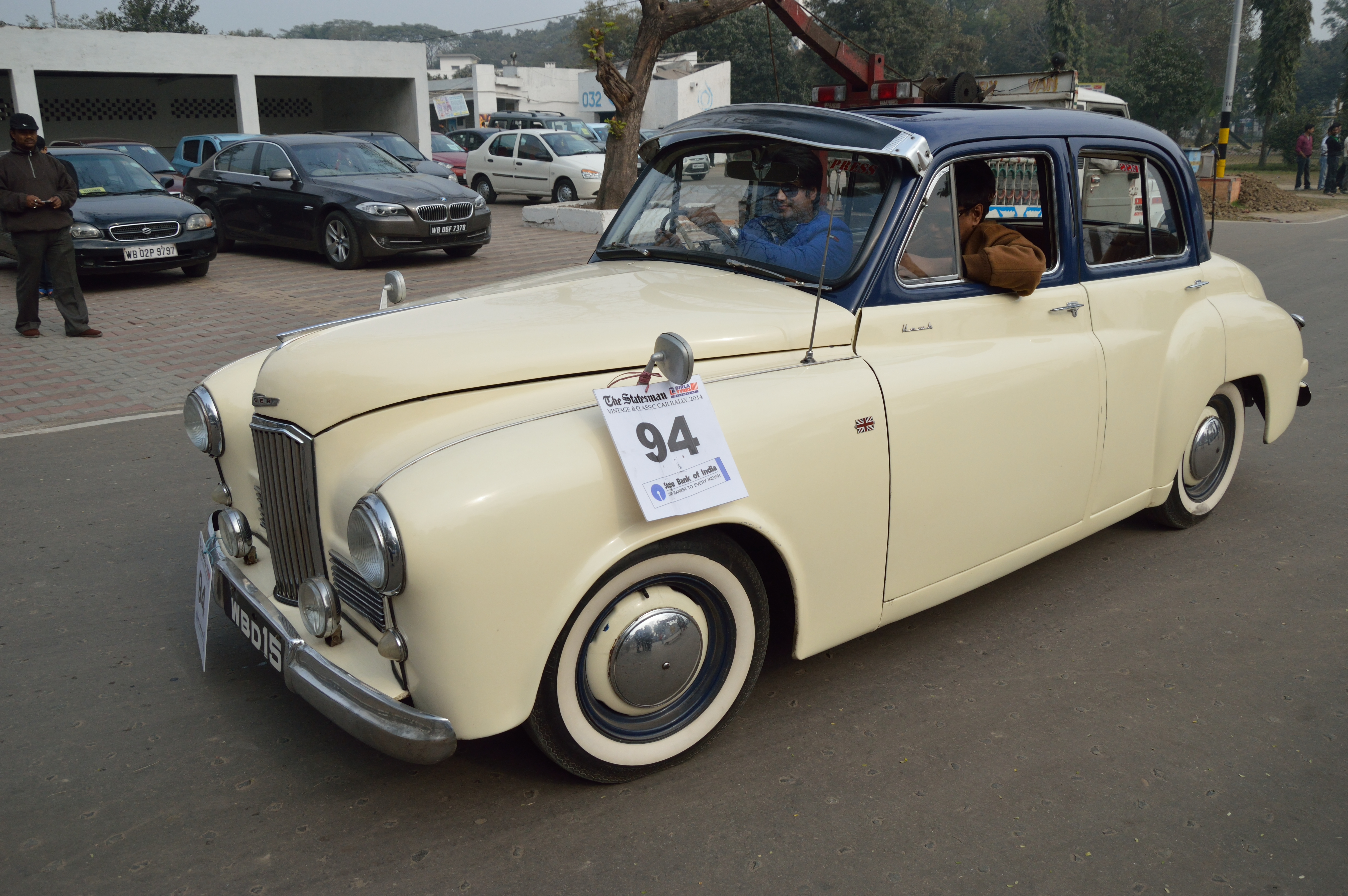
Humber Hawk Mark III
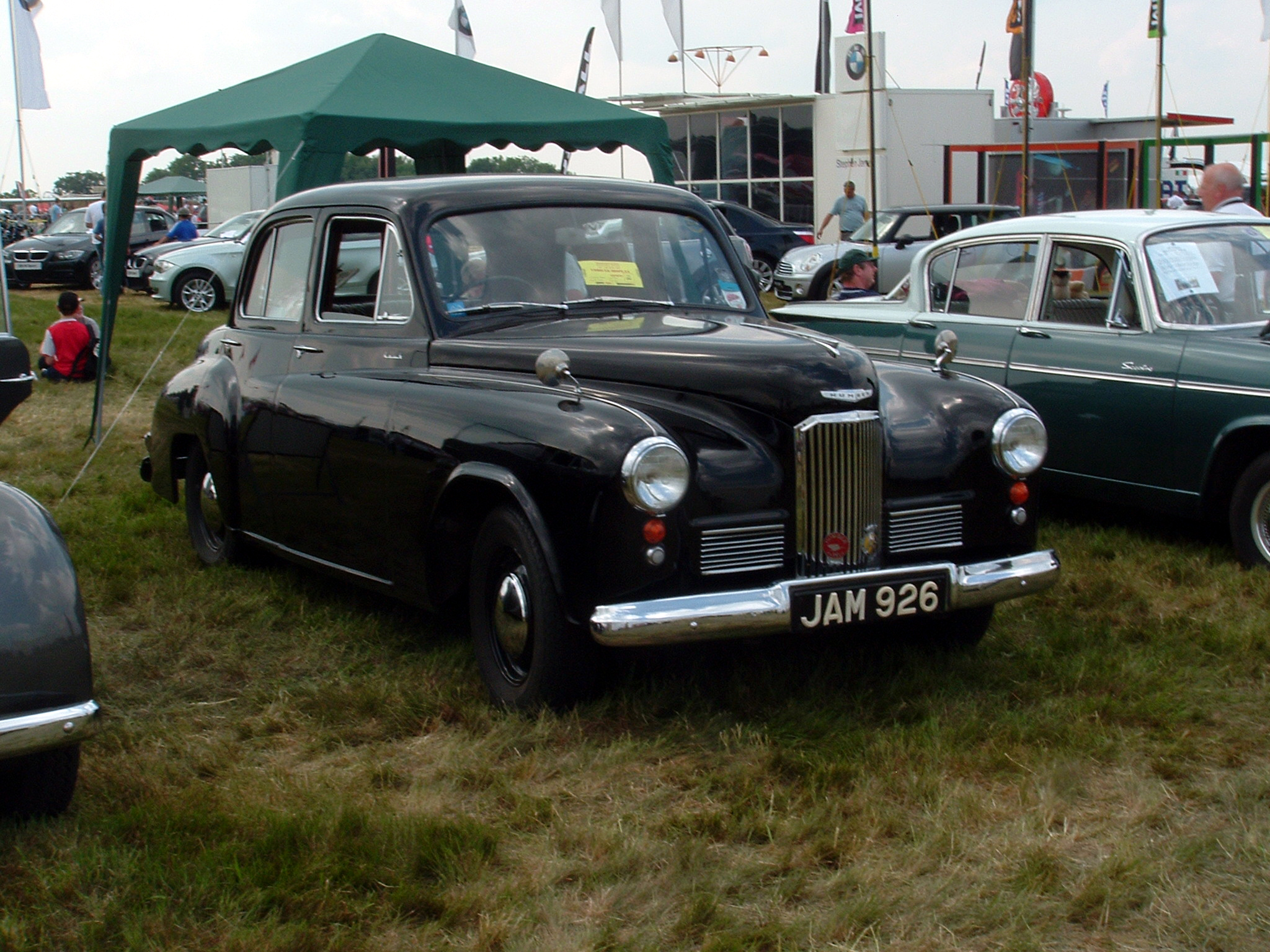
Humber Hawk Mark IV
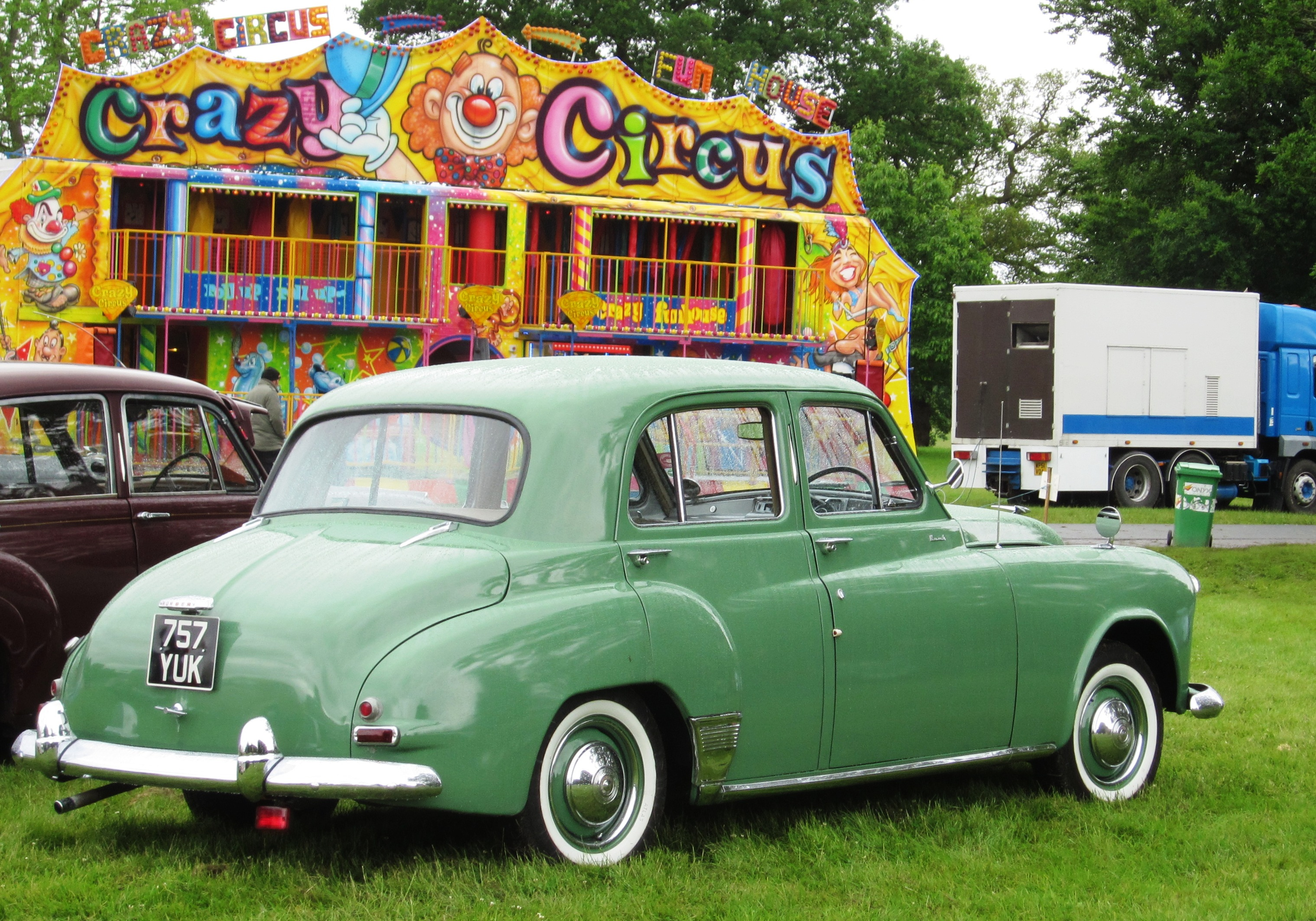
Humber Hawk Mark V de février 1954

## Humber Hawk Mark VI et VIA
Le principal changement de la Mk VI introduite en juin 1954 a été la pose d'une culasse à soupapes en tête. L'arrière a été légèrement modifié, rendant la voiture plus longue. En 1955, une version break avec hayon rabattable en deux parties est apparue.

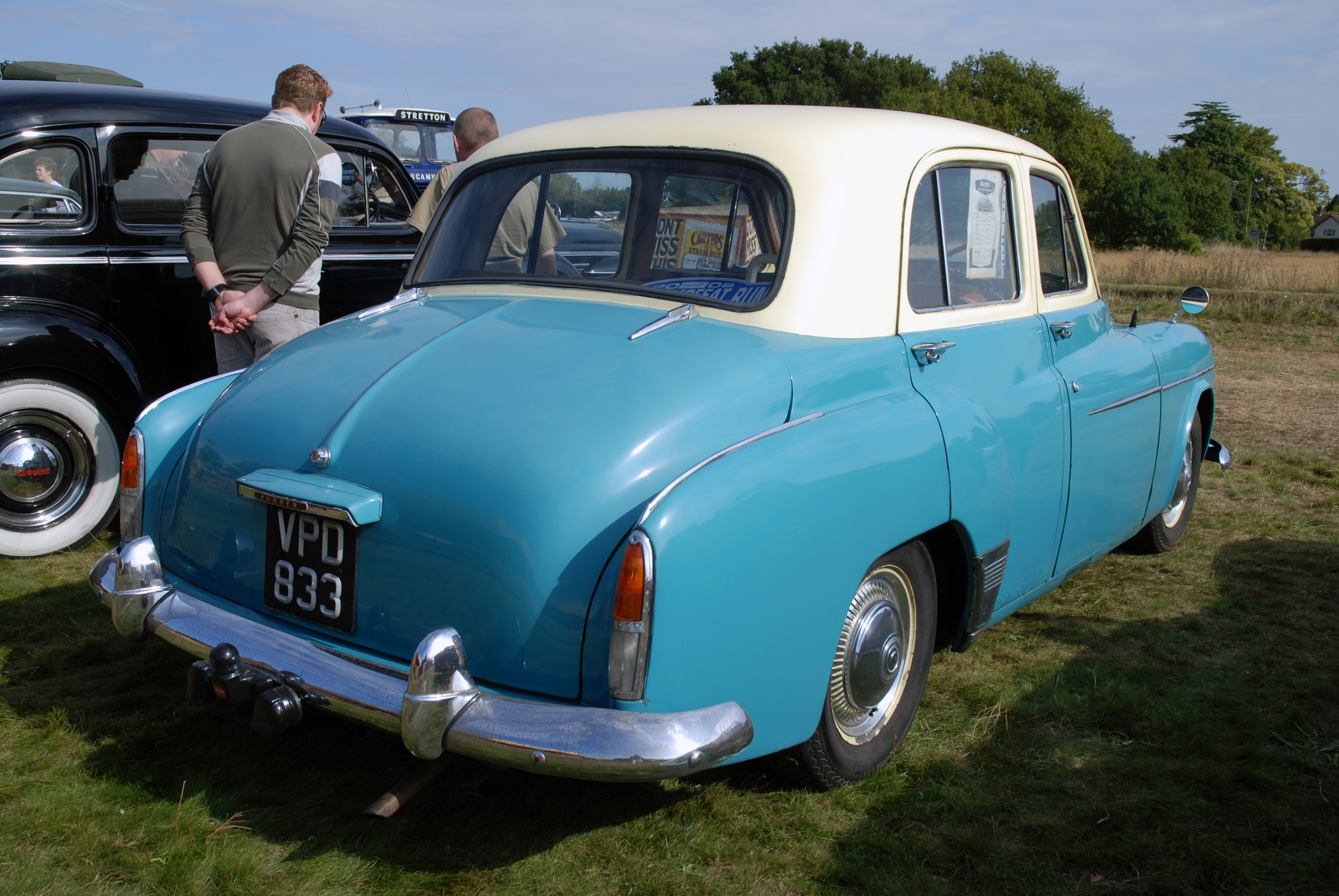
Mark VI enregistrée le 6 août 1954

La Mk VIA d'avril 1956 est une mise à niveau mineure, avec des changements principalement à l'intérieur. Une version de-luxe a été ajoutée à la gamme.
Un remplacement, un peu plus puissant et avec une toute nouvelle carrosserie a été annoncé en mai 1957.
Le correspondant du Times a affirmé que les propriétaires de précédentes Hawk seraient « étonnés » par la Mark VI au moteur 20 % plus puissant permettant d'emporter la voiture à 113 km/h. Le démarrage à froid est très bon même si le moteur n'a pas toujours voulu démarrer à froid. Les pneus ont tendance à crisser sur des courbes normales prises à vitesse modeste. La zone de garniture des freins est augmentée de 40 % par rapport à la Mark V. L'essuie-glace du pare-brise côté pilote est mal situé.
Une Mk VI break avec overdrive testée par le magazine Britannique The Motor en 1956 avait une vitesse de pointe de 128,3 km/h et put accélérer de 0 à 97 km/h en 25,2 secondes. Une consommation de carburant de 12,4 l/100 km a été enregistrée. La voiture de l'essai coûtait 1 405 £, taxes comprises.

## Humber Hawk Séries I à IV
La nouvelle Hawk annoncée en mai 1957 avait une toute nouvelle carrosserie monobloc qu'elle partage avec la Humber Super Snipe de 1958. Le break avait la plus grande carrosserie pour une voiture conçue sur une berline construite en Grande-Bretagne à l'époque. Le moteur de 2 267 cm3 est conservé, mais avec des modifications pour le montage du distributeur et d'autres détails; et une transmission automatique, la Borg Warner D. G. , est maintenant disponible. La carrosserie a été dessinée dans les propres studios Rootes et comporte plus de verre que les modèles précédents, avec un pare-brise arrondi, ce qui lui donne une ressemblance considérable avec le modèle de base de la berline 4 portes Chevrolet 1955. Les feux arrière manquants reviennent sur la Série IV. La version break dispose d'un hayon partagé—la moitié inférieure s'ouvre vers le bas (pour avoir une plate-forme supplémentaire si nécessaire) et la moitié supérieure vers le haut. Le bouchon de remplissage de carburant était caché derrière le déflecteur arrière.
Il y eut plusieurs révisions au cours de la vie de la voiture, portant chaque fois un nouveau numéro de Série.
La Série 1A de 1959 a d'autres rapports de démultiplication et de petits changements de garniture.
La Série II, lancée en octobre 1960, avait des freins avant à disque servo-assistés. L'option boîte automatique n'était plus disponible sur le marché domestique.
La Série III de septembre 1962 avait un plus grand réservoir de carburant et une plus grande fenêtre arrière. L'option automatique a également été abandonnée sur le modèle d'exportation.
Les changements les plus significatifs sont venus avec la Série IV en octobre 1964. Le toit était plus plat, la lunette arrière plus petite et une fenêtre supplémentaire fut montée derrière les portes arrière. La synchronisation a été ajoutée à la première vitesse. Une barre anti-roulis a été montée à l'arrière.
La Série IVA de 1965 a vu l'option boîte automatique revenir, cette fois avec la Borg Warner Modèle 35.
Certaines voitures sont équipées avec un changement de vitesse au sol, remplaçant le levier standard (de bonne qualité) monté sur la colonne de direction — ce sont des modifications faites par la suite et qui ressemblent à l'option d'usine, et les pièces nécessaires proviennent des fourgonnettes Commer et Karrier qui étaient également faites par le Groupe Rootes à cette époque. Toutes les voitures à transmission automatique avaient le sélecteur à la colonne de direction.
Une Série I sans overdrive a été testée par le magazine britannique The Motor en 1957, elle avait une vitesse de pointe de 135,0 km/h et put accélérer de 0 à 97 km/h en 19,7 secondes. Une consommation de carburant de 12,6 L/100 km a été enregistrée. La voiture de l'essai coûtait 1 261 £, taxes de 421 £ incluses.
En mars 1967, Rootes annonça que la production de la Humber Hawk, ainsi que celle de la Humber Super Snipe et de l'Impériale avaient cessé. La place de ces voitures dans la gamme allait être comblée par des Chrysler Valiant importées d'Australie, bien qu'il n'existe aucune preuve que le marché de la voiture du Royaume-Uni ait été submergé par des Valiant à la suite de l'annonce. C'était aussi l'époque des grandes grèves ayant entraîné la fermeture de nombreuses usines de production automobile.
Après que la production de la Hawk ait pris fin, Rootes se concentra sur des secteurs offrant plus de volume, sortant du marché britannique des grandes familiales. Il était inhabituel pour un fabricant britannique de voitures de cette taille de proposer un spacieux break, et après la disparition de la Humber Hawk, le marché intérieur des grandes voitures est rapidement dominé par les Volvo 145, introduites au Royaume-Uni en mars 1968, et de ses successeurs.

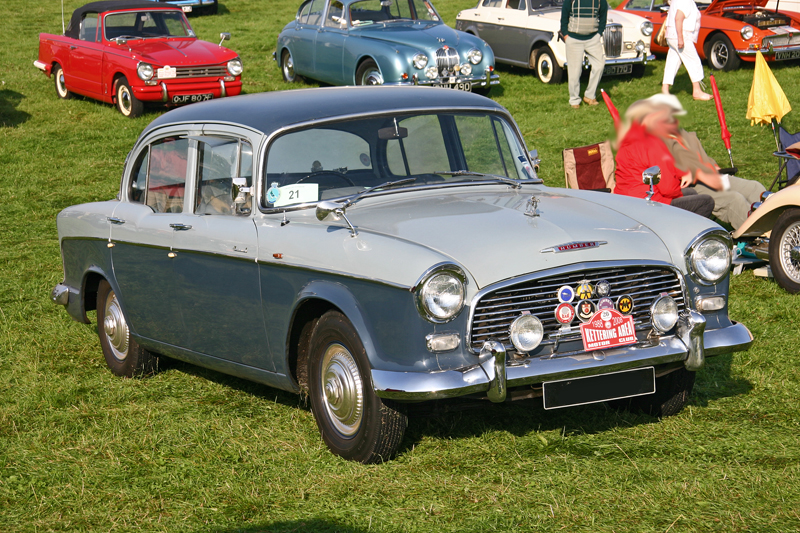
Humber Hawk Série I Saloon
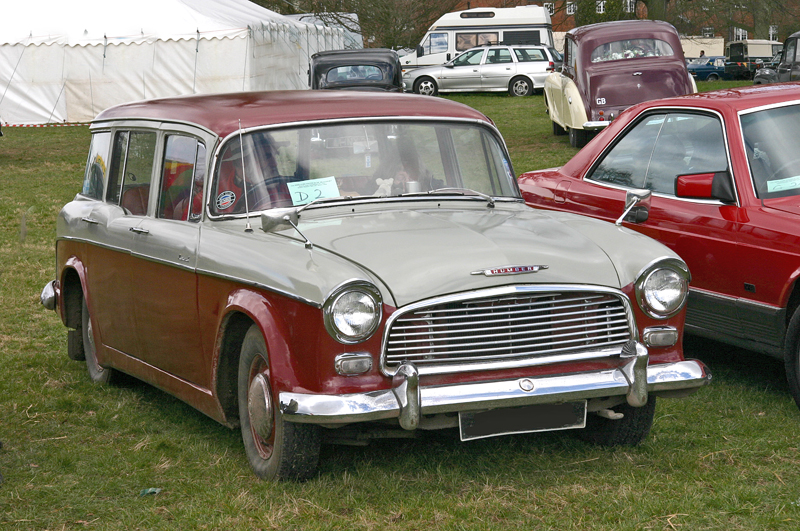
Humber Hawk De Série I De L'Immobilier
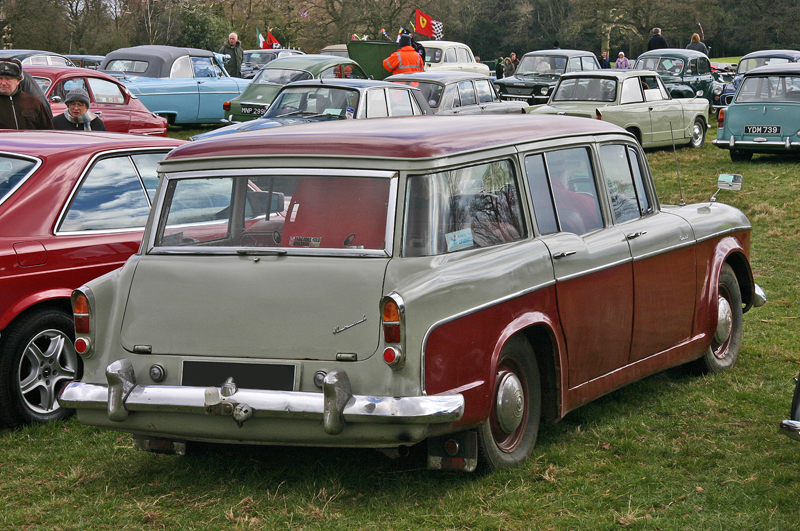
Humber Hawk De Série I De L'Immobilier
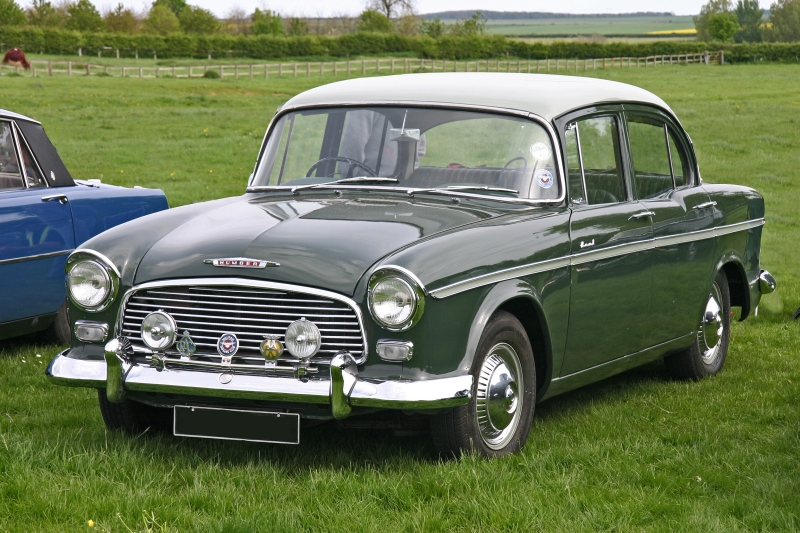
Humber Hawk Série II Berline
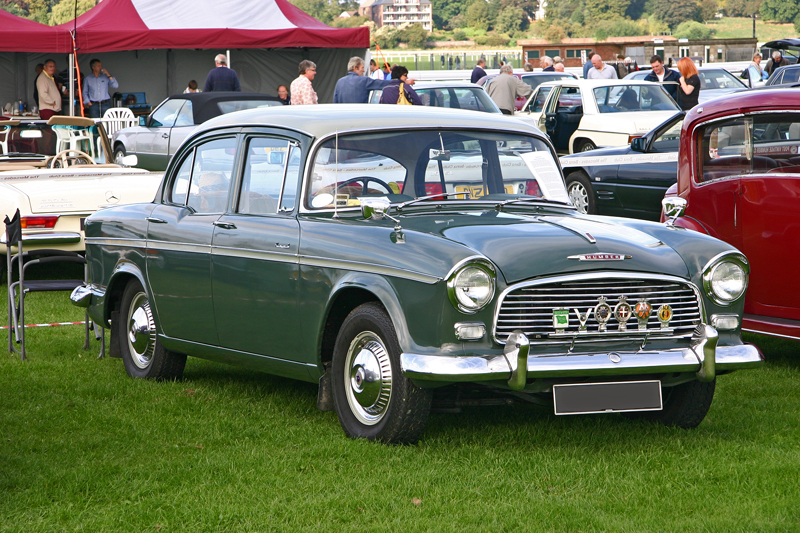
Humber Hawk Série III Berline
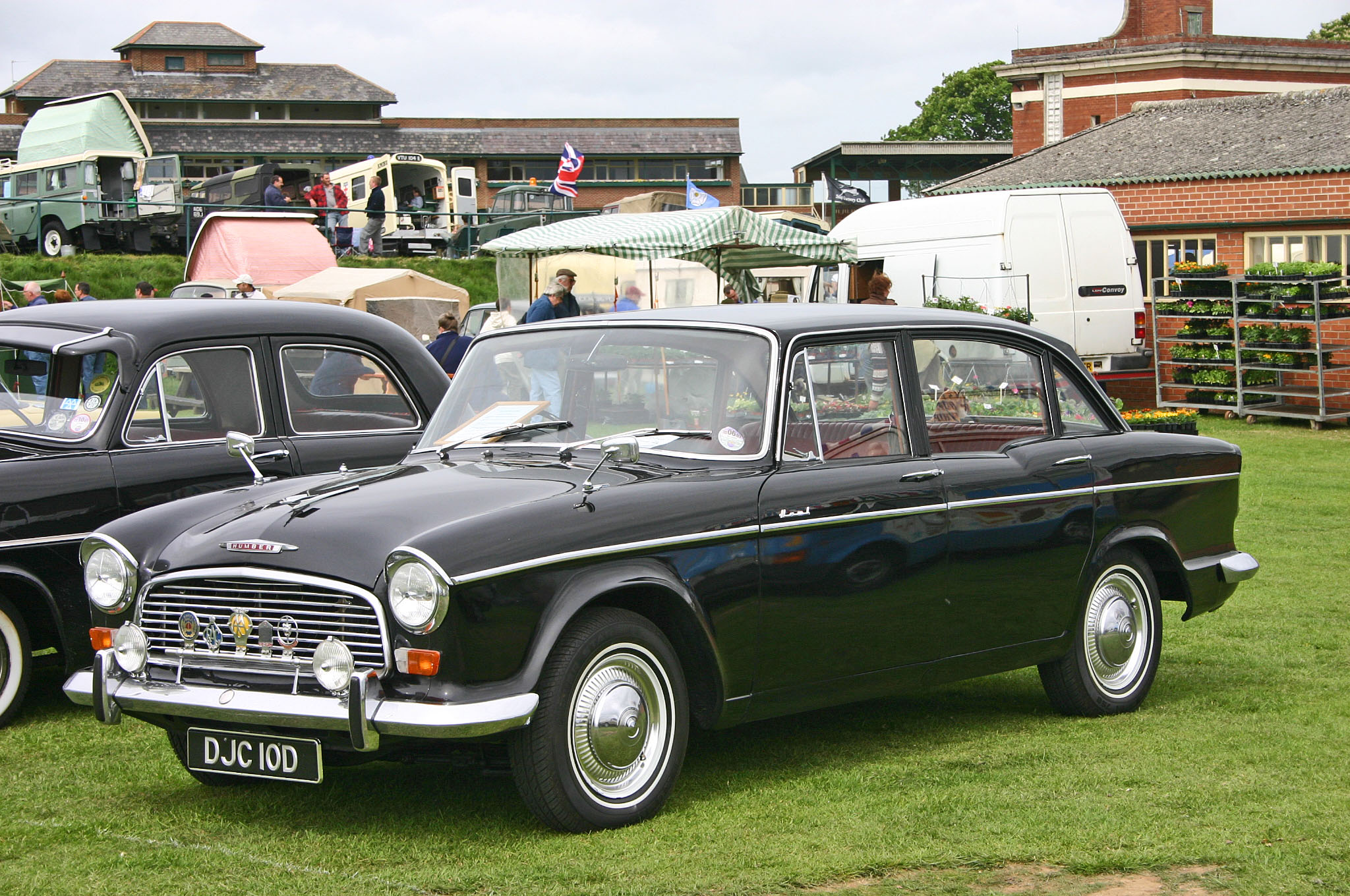
Humber Hawk Série IV Berline
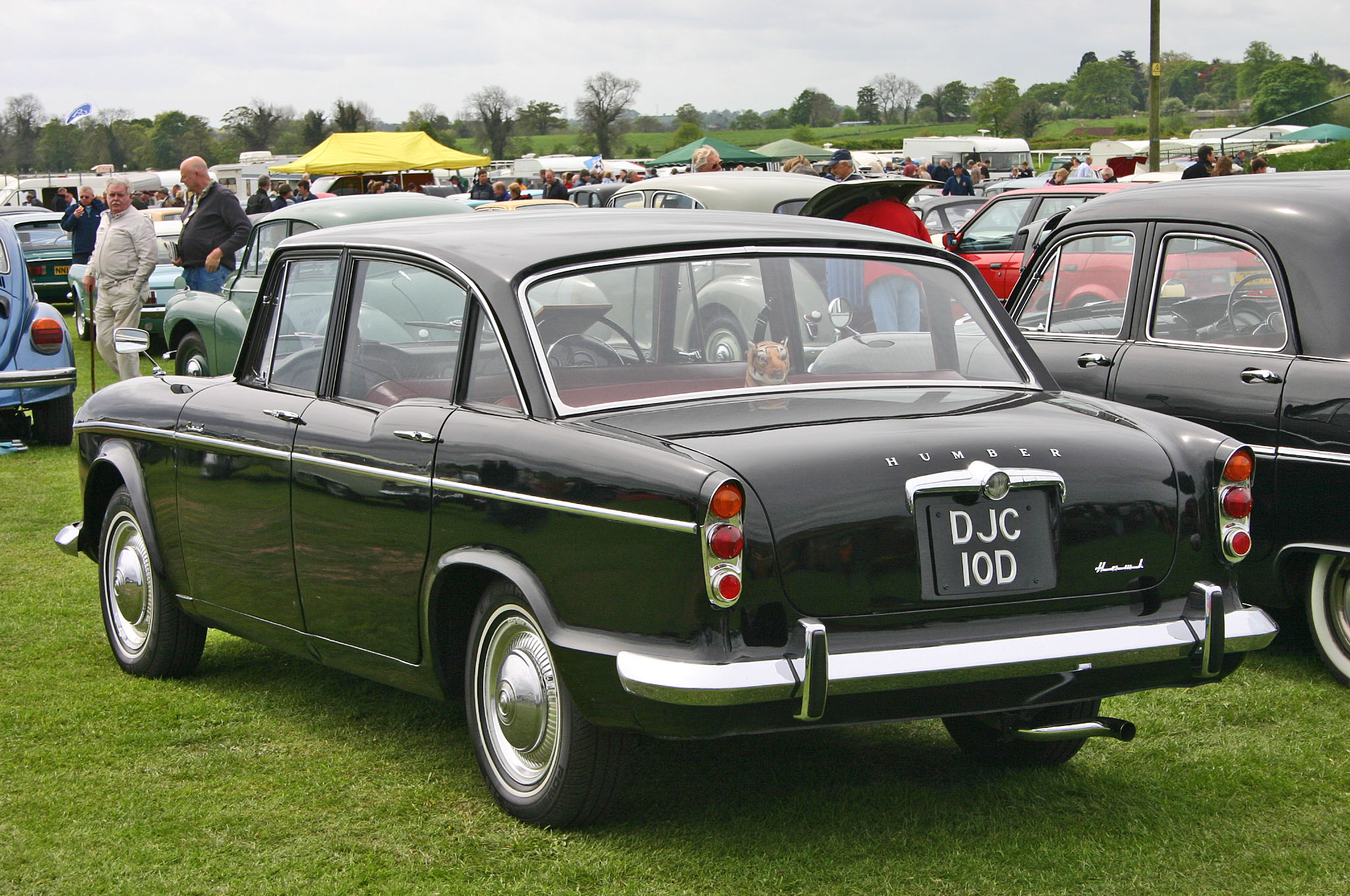
Humber Hawk Série IV Berline

## Maquettes à l'échelle
- Meccano Dinky Toys; No 165 (produite en 1959-63), Hawk Série 1, environ échelle O (1:44)[18].
- Meccano Dinky Toys; No 256 (produite en 1960-64), voiture de Police Hawk Série 1, environ échelle O (1:44)[19].